# Вологас IV од Партије
Вологас IV или Вологаз IV (грч. Βολογέσης, пар. 𐭅𐭋𐭂𐭔 Walagash; почетак 2. века — 191) је био шаханшах Партије (147—191). Партско царство се за време његове владавине опоравило после више деценија грађанских ратова и почело водити експанзионистичку политику. Ово је довело и до новог неславног рата са Римским царством (161-166), иначе и најзначајнијег догађаја његове владавине. Један је од последњих партских владара који је водио агресивну политику.

## Порекло и рана владавина
Вологас је био син Митридата IV, једног од претендената који су се борили за партски престо у првој половини 2. века и шаханшаха западног дела Партског царства од 129. до 140. године. Године 140. године Царство се после деценија ратовања нашло уједињено под Митридатовим ривалом Вологасом III. Међутим, после његове смрти 147. године Митридатов син је извршио државни удар и преузео престо.
Учврстивши се на престолу, Вологас IV је 151. године напао и освојио Харакену, државицу у Доњој Месопотамији која је била независна од Партије још од Трајанових месопотамијских похода. Како је Харакена била нека врста протектората Римског царства, односи са западним суседом су били нарушени. Избијање већег сукоба спречила је дипломатија римског цара Антонина Пија и жива размена посланстава између двојице владара. Међутим, како је принцепс одбио да испуни Хадријаново обећање и врати арсакидски краљевски трон који је Трајан запленио, неповерење је остало. Обе стране почеле су са припремама за рат.

## Сукоб са Римским царством
Године 161. умро је Антонин Пије. У жељи да искористи смену на престолу, Вологас је већ крајем лета или почетком јесени упао у Јерменију, римску сателитску државу, и за краља поставио свог сина Пакора. Потценивши непријатеља, кападокијски легат Северијан је пошао са само једном легијом у Јерменију. Већ три дана касније, на самом улазу у земљу код Елегије је партски војсковођа Хозроје из заседе напао и десетковао римску војску, приморавши легата на самоубиство. Убрзо је дошло и до пораза сиријског легата Корнелијана. Тако се, упркос томе што је Вологасов напад био очекиван, римска одбрана на истоку распала. Међутим, Римљани су брзо реаговали и послали појачања у виду три легије. Ситуација је схваћена толико озбиљно да је на исток био упућен и сам принцепс Луције Вер, али је тек крајем 162. године стигао у Антиохију. Нешто пре њега је стигао новоименовани намесник Кападокије Марко Стације Приск са новим трупама.
Године 163. Стације Приск је упао у Јерменију и после низа победа освојио Артаксату, коју је спалио и уништио. Нова престоница Јерменије постао је Каинеполис, ближи граници са Римским царством. Пакор је збачен, а јерменски престо је био враћен његовом претходнику Гају Јулију Сохаму, који је крунисан у Антиохији или Ефесу. Луције Вер је овим поводом узео за себе почасни назив „Јерменски” (лат. Armeniacus), његов старији колега Марко Аурелије узео га је следеће године. Док су се водиле борбе у Јерменији, Парћани су продрли у Осроену, збацили њеног краља Мануa VIII бар Мануa и на престо у Едеси поставили Ваила бар Шахруа. Зато је уследио римски противнапад и на тој страни. Међутим, и поред пораза у бици код Суре, Парћани нису избачени из Осроене, задржавши власт над Едесом.
Године 165. Римљани су предузели велику офанзиву. Прво је пала Едеса, где је на престо враћен Ману VIII. Затим је заузет Нисибис. Други одред римске војске предвођен Авидијем Касијем кренуо је низ Еуфрат и однео победу над Парћанима у бици код Дура-Европе. Крајем године Касијева армија је дошла до Селеукије и Вологасове престонице Ктесифона. Иако се Селеукија предала, град је брутално опљачкан и разорен, што је било у супротности са обичајима ратовања. Ктесифон је пао после борбе и Вологасове палате су биле спаљене. Изгледа да је оволикој војној слабости Партског царства допринела епидемија куге. У прилог томе иде чињеница да су Касијеве трупе почеле да обољевају од ове болести у Селеукији, својим повлачењем је проширивши и на римску територију. Луције Вер је поводом нових победа узео и назив „Parthicus Maximus”. Касијева армија је и 166. године однела низ победа над Парћанима и прешавши Тигар упала у Медију. Тим поводом је Луције Вер узео назив „Медијски” (лат. Medicus), а Марко Аурелије „Parthicus Maximus”.
Исте 166. године уследило је склапање мира. Његовим одредбама Римљани су задржали сав плен сакупљен пљачкањем Партског царства, а Вологас је признао враћање Јерменије и Осроене у римску сферу утицаја. Римска власт једино је још била проширена на град Нисибис, у коме је постављен римски гарнизон, али који није укључен у провинцијску структуру. Остале територије Рим није био у могућности да задржи под својом влашћу. Завршетак рата је у Риму прослављен тријумфом. Према Царској повести, након смрти Луција Вера 169. године, Марко Аурелије за себе није користио почасне називе „Јерменски” и „Партски”. У једном тренутку, најкасније 175. године, Вологасовим настојањем да наметне врховну власт над Јерменијом, у овој земљи су избили немири, али је интервенисао намесник Кападокије и успео да одржи проримског јерменског краља на престолу. Овај неуспех помешан са горким укусом пораза у рату са Римљанима за дуже време су одвратили шаханшаха од даљих сукоба са Римском државом.

## Ширење будизма
За време Вологасове владавине будизам се знатно проширио трговачким путевима са истока читавим Партским царством. Бројни скупови пећина око Персијског залива, мноштво археолошких налаза око Мерва на крајњем северистоку Царства и низови натписа у самој Персији сведоче о томе да се будизам успешно надметао локалним веровањима. Прилив речи позајмљених из будизма у партском језику такође говори о веома живој размени идеја у то време. За време Вологасове владавине пада и ширење будизма из Партског царства у друге земље. Ан Шигао, познат и под именом Ан Ћинг, партски принц и мисионар, деловао је у Кини династије Источни Хан од 148. до 171. године.
Упркос томе што су и неки припадници краљевског дома Арсакида, попут наведеног Ан Шигаа прихватили ову религију, шаханшах Вологас је остао веран традиционалном зороастризму. Део историчара верује да њему, а не Вологасу I припада важно место у зороастризму. По тим наводима, шаханшах је наложио да се сакупе и допуне фрагменти Авесте, зороастристичких светих књига, који су били изгубљени после Александровог освајања Персије. Такође, и да се запишу усмено преношени делови Заратустриног учења.

## Последње године и смрт
Иако је деловало да је Вологасова политика у рату с Римом доживела свој крах, пред крај шаханшахове владавине је утицај Партије у западној Азији осетно порастао. После смрти краља Сохема 180. године, на јерменски престо је ступио Вологасов син Вологас II. Могуће је да је ово урађено у споразуму са новим римским царем Комодом, пошто је било каква римска интервенција изостала. Вологас Млађи је 189. године повео поход на Иверију, где је за краља поставио свог сина Рева. Године 190. у Медији се против Вологасове власти побунио његов рођак Хозроје II и прогласио за шаханшаха. Како се о Хозроју зна само на основу кованица са његовим ликом из Екбатане, побуна је вероватно убрзо и угушена. Вологас IV је умро 191. године. На престолу га је наследио син Вологас Млађи, препустивши владавину Јерменијом свом другом сину Хозроју.

## Галерија
- Сестерциј Луција Вера са натписом Јерменски, искован 164. године у част победа. На реверсу је приказан римски цар на платформи у пратњи официра како ставља круну на главу Сохему.
- Сестерциј Луција Вера са натписом „Parthicus Maximus”, искован 165. године у част победа. На реверсу је приказан Парћанин како седи на штиту у жалости, док је испред њега трофеј.
- Денаријус Марка Аурелија са натписом „Parthicus Maximus”, искован 165./166. године у част римских победа. На реверсу је приказана Победа како ставља штит са натписом: „Партска победа” на дрво палме.
- Драхма са ликом Хозроја II искована у Екбатани 190. године. На аверсу је претендентов лик са тијаром. На реверсу је приказан седећи стрелац Арсак, оснивач Партског царства, са својим монограмом.